# 陳秉謨
陳秉謨（16世紀—16世紀），字文卿，福建福州府連江縣西舖人，明朝政治人物。

## 生平
陳秉謨是嘉靖二十八年（1549年）己酉科福建鄉試第四十名舉人，三十六年（1557年）授新寧教諭，三十九年（1560年）陞博羅知縣，縣內有羨金悉數充作公費，流寇佔據莫村為民害，他身先士卒搗破其巢穴以平定流寇，四十一年（1562年）因不能獻媚上級毅然辭官，入祀博羅名宦祠。

## 引用
1. 1 2  民國《連江縣志·卷二十三·列傳》：陳秉謨，字文卿，元憲子，以嘉靖二十八年鄉薦授新寧教諭，擢博羅知縣，邑有羨金悉以充公費，寇據莫村猖獗為民害，謨身先士卒搗其穴平之，以不能媚上拂衣歸里，博羅人祀之名宦，所著書詳藝文志。 移綴節概，通志入良吏